# Rygol (powiat augustowski)
Rygol – wieś w Polsce położona w województwie podlaskim, w powiecie augustowskim, w gminie Płaska na obszarze Puszczy Augustowskiej. 
Wieś jest siedzibą sołectwa Rygol w którego skład wchodzą również miejscowości Muły i Tartak.
W latach 1975–1998 miejscowość administracyjnie należała do województwa suwalskiego.
Nazwa miejscowości pochodzi od francuskiego słowa oznaczającego rów odwadniający. Rozwój wsi wiąże się z budową Kanału Augustowskiego. Przez wieś przepływa Czarna Hańcza, włączona w system Kanału Augustowskiego, a także Szlamica, naturalne odgałęzienie Czarnej Hańczy.

## Zabytki
Wykaz zabytków nieruchomych wpisanych do rejestru zabytków Narodowego Instytutu Dziedzictwa:
- cmentarz wojenny z II wojny światowej (jeńców radzieckich), nr rej.: A-880 z 22.11.1991